# Gotha WD 11
Die Gotha WD 11 war ein deutsches Schwimmerflugzeug des Ersten Weltkriegs. Die Firmenbezeichnung WD steht für Wasserflugzeug–Doppeldecker. Die WD 11 war der erste Torpedobomber der Gothaer Waggonfabrik und gehörte nach der Flugzeug-Gruppeneinteilung der Kaiserlichen Marine zu den Großflugzeugen (G-Typen).

## Entwicklung
Den Auftrag für den Bau eines Exemplars erteilte das Reichsmarineamt direkt im Abschluss der beim Seeflugzeug-Versuchskommando (SVK) in Warnemünde durchgeführten erfolgreichen Erprobung des zweimotorigen See-Schulflugzeugs WD 7 im Februar 1916. Das Flugzeug wurde vom Chefkonstrukteur Karl Rösner etwas größer ausgelegt und erhielt zwei stärkere Antriebe mit je 160 PS, die im Gegensatz zum Vorgänger nun Luftschrauben in Druckanordnung antrieben. Als Angriffsbewaffnung war ein Torpedo vorgesehen, der unter dem Rumpf in einer Mulde mit 5° Neigung untergehängt wurde. Der Prototyp erhielt die Marine Nummer 679, die gleichzeitig als Typbezeichnung übernommen wurde, und absolvierte im Oktober 1916 in Warnemünde die Abnahmeflüge. Die guten Ergebnisse zogen eine Bestellung von fünf weiteren WD 11 nach sich, die mit den Nummern 991 bis 995 ausgeliefert und im Mai 1917 der II. Torpedoflugzeugstaffel (II. T-Staffel) zugeteilt wurden. Drei Flugzeuge (Nr. 1211–1213) wurden zur Kompensierung der im Einsatz aufgetretenen Verluste bis zum September 1917 übernommen, acht weitere mit den Nummern 1372 bis 1379 zeitgleich überstellt. Ausgeliefert wurden sie als T-Flugzeuge zur Mehrzweckverwendung als Bomber, Minenleger und Aufklärer oder in der Variante TMG, (Torpedoflugzeug mit beweglichem MG). Als leistungsgesteigerter Nachfolger erschien 1917 die WD 14.

## Einsatz
Die WD 11 des ersten Bauloses wurden bei der II. T-Staffel in Zeebrügge stationiert, wo sie im Handelskrieg vor der englischen Küste verwendet wurden. Der erste Einsatz zur Schiffsbekämpfung wurde von zwei Flugzeugen am 20. Mai 1917 absolviert. Bombenangriffe gegen Küstenziele wurden ebenfalls durchgeführt, so der einer WD 11 am 31. Mai auf die Hafenanlagen von Calais. Am 14. Juni wurde mit einer WD 11 erstmals ein Schiff, der Frachter Kankakee, durch einen Torpedoangriff versenkt.
Die Flugzeuge mit den Nummern 1372 bis 1379 wurden der ebenfalls in Zeebrügge liegenden I. T-Staffel zugeordnet, die im Herbst 1917 in den Ostseeraum nach Windau verlegte. Dort kamen sie beim Unternehmen Albion zum Einsatz. Ein erster, erfolgloser Angriff wurde am 8. Oktober 1917 gegen zwei vor Zerel ankernde russische Minenschiffe geflogen, bei dem keiner der fünf abgeworfenen 560-kg-Torpedos C 45/91 SAV traf. Danach wurde die WD 11 meist zur Seeaufklärung und nicht mehr in ihrer eigentlichen Rolle als Torpedoflugzeug eingesetzt. Die nach dem Ende des Ersten Weltkriegs noch vorhandenen Flugzeuge übernahm die Koninklijke Marine.

## Baulose
| Marinenummer | Stückzahl |
| ------------ | --------- |
| 679          | 1         |
| 991–995      | 5         |
| 1211–1213    | 3         |
| 1372–1379    | 8         |

## Technische Daten
| Kenngröße             | Daten                                                          |
| --------------------- | -------------------------------------------------------------- |
| Besatzung             | 2                                                              |
| Spannweite            | 22,5 m                                                         |
| Länge                 | 13,45 m                                                        |
| Höhe                  | 4,75 m                                                         |
| Flügelfläche          | 104 m²                                                         |
| Flächenbelastung      | 35,8 kg/m²                                                     |
| Leermasse             | 2146 kg                                                        |
| Startmasse            | 3583 kg                                                        |
| Antrieb               | zwei wassergekühlte Sechszylinder-Reihenmotoren Mercedes D III |
| Nennleistung          | 160 PS (118 kW) bei 1420/min                                   |
| Höchstgeschwindigkeit | 120 km/h in Bodennähe                                          |
| Marschgeschwindigkeit | 107 km/h                                                       |
| Steigzeit             | 12 min auf 1000 m Höhe 20 min auf 1500 m Höhe                  |
| Dienstgipfelhöhe      | 3200 m                                                         |
| Reichweite            | 500 km                                                         |
| Bewaffnung            | ein bewegliches 7,92-mm-MG Parabellum ein 726-kg-Torpedo       |